# Organizația Revoluționară Internă Dobrogeană
Organizația Revoluționară Internă Dobrogeană (VDRO) a fost înființat de bulgarii din Dobrogea în opoziție față de guvernul român, după unirea Cadrilaterului cu România.

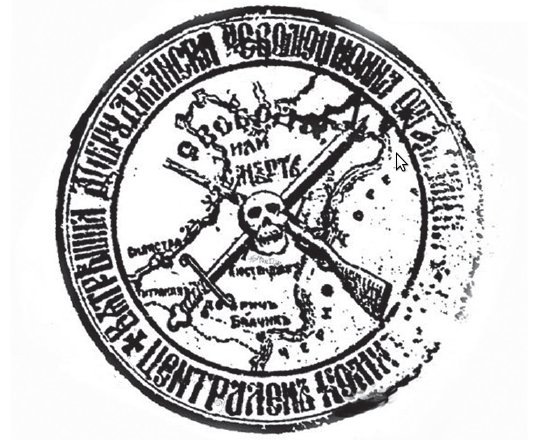
Sigla VDRO

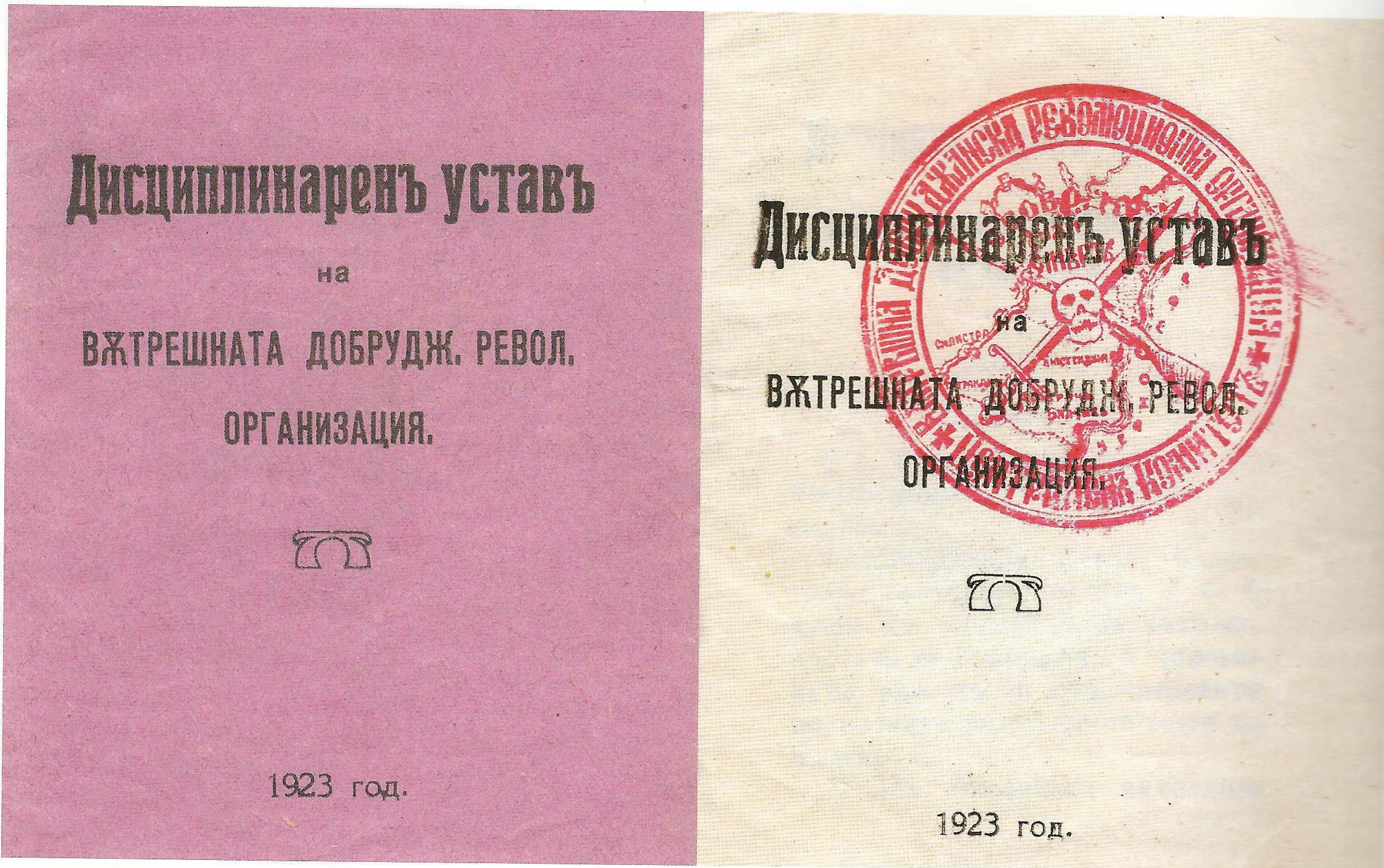
Statutul Disciplinar al VDRO

## Istorie

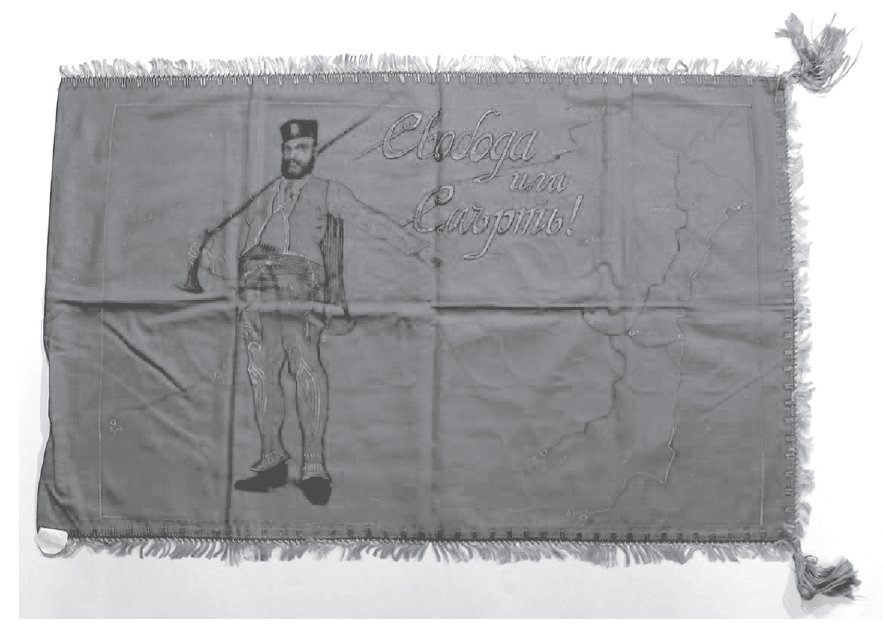
Steagul VDRO

La începutul anilor 1920, ideea a început de la  Slavi Slavov, Ivan Hadjianov și Stefan Bozduganov plănuind crearea unei organizații armate ilegale numită „mâna neagră“, care în 1923 a devenit VDRO. Petăr Vichev , autonomist și susținător al creării unui „popor dobrogean“ se opune acest lucru , deoarece este împotriva luptei armate. Susținătorii ideii în iunie 1923 au creat Organizația Revoluționară Internă Dobrogeană (VDRO).
Scopul organizației este de a elimina banditismul și a se opune stăpânirii românești în Dobrogea prin păstrarea spiritului național în rândul populației bulgare, întărind credința sa în eliberare și în cele din urmă a separa Cadrilaterul de România, prin toate mijloacele diplomatice și revoluționare. Organizația construiește comisii secrete în fiecare zonă populată și oferă îndrumări cu privire la modul de vot în timpul alegerilor din Dobrogea. Comitetul Central (PCC) al VDRO, al cărui sediu se află în Ruse. Este compus din 78 de persoane, unele dintre ele formează biroul străin în Bulgaria , iar restul sunt angajate în activități în Dobrogea. Biroul de frontieră organizează treceri de frontieră, recrutează arme și creează comisii revoluționare printre emigranții din Dobrogea. Membrii primului Comitet Central al Organizației dobrogean Interne Revoluționare sunt Ivan Hadjianov , Nikola Kemilev ,Slavi Slavov , Stefan Bozduganov , Varban Petrov , Ivan Marinopolski , Docho Mihaylov și Ivan Doneșki .
Unii membri sunt susținători ai Uniunii Militare , alții sunt membri ai Partidului Comunist Bulgar . Documentele de organizare și programare sunt similare cu Organizația Revoluționară Internă Macedoneană. Dobrogea este împărțită în 4 zone revoluționare, dintre care fiecare este planificat să aibă o cheta. Există o Comisie Centrală a Valorilor Mobiliare din Dobrogea din România și o Reprezentanță străină la Ruse. Șeful organizator este Docho Mihailov . Nikola Kemilev este reprezentant al Ministerului bulgar de Externe în fața guvernului bulgar. Președintele Comitetului Central este Ivan Hadjivanov .
Nou formatul VDRO format din patru benzi de 10-20 de rebeli, recrutați din rândul emigrației din Dobrogea, bine înarmați și echipați cu o uniformă specială distribuită sunt din Turtucaia, Silistra, Tervel și Dobrici și , respectiv , conduse de comandanți Kolyo Jonkov , Ștefan Bozduganovo , Raska Chorbadjiev și Stayko Kolev. În vara anului 1924, membrii VDRO sunt de aproximativ 2000-3000 de persoane.
VDRO colectează o varietate de informații despre Dobrogea, care sunt trimise pentru utilizare și publicare în Bulgaria. De-a lungul graniței sunt importate în Dobrogea scrisori, manuale și cărți. În 1933 au fost organizate mașini secrete și tipografice pentru organizarea unei lucrări tipografice bulgare.
După eșecul de a cuceri în cadrul organizațiilor de eliberare națională, Partidul Comunist Bulgar este îndreptat să-și organizeze propria sa organizație. În septembrie 1925, la Viena, comuniștii și autonomii au înființat o Organizația Revoluționară Dobrogea (DRO). VDRO este singura organizație bulgărească de eliberare națională care justifică parțial existența acesteia, iar conform Serviciului de Securitate din România pentru perioada 1913-1939 au fost realizate peste 1.000 de acțiuni.
În fața municipialității din Balcic se află un monument cu numele victimelor represiunii românești din Dobrogea.